# Période archaïque étrusque
La période archaïque est une des périodes historiques de la civilisation étrusque située entre 800 et 500 av. J.-C. environ.
Elle fait suite à la période orientalisante et précède l'époque classique. Elle doit son nom au fait qu'elle est contemporaine de l'époque archaïque en Grèce.
La structuration de la société étrusque et la multiplication des échanges font émerger de nouvelles techniques artistiques. En particulier la peinture connaît un développement spectaculaire : de la décoration des tuiles, elle obtient un statut décoratif et s'applique sur les vases et les fresques.

## Histoire
- Porsenna affronte les Latins

## Arts
Importation de produits grecs (céramique attique à figures noires, Vase François)
Art funéraire :
- Sculpture funéraire,
- Bas-relief en pietra fetida,
- Statue cinéraire,
- bucchero a stampo

Monuments :
- Temple étrusque de Punta della Vipera,
- Tombe Cardarelli, Tombe de Polichinelle, Tombe de la Chasse et de la Pêche, Tombe de la Corniche, Tombe de la Pucelle, Tombe des Augures, Tombe des Bacchants, Tombe des Chapiteaux, Tombe des Chasseurs, Tombe des Jongleurs, Tombe des Lionnes, Tombe des Olympiades, Tombe des Taureaux, Tombe des Vases grecs, Tombe du Baron.

Infrastructures :
- système hydrique souterrain et cuniculi

## Voit aussi